# Гремячкин, Николай Леонидович
Николай Леонидович Гремячкин (24.04.1905, с. Столбище, Казанская губерния — 15.05.1990, Первоуральск, Свердловская область) — главный механик Первоуральского новотрубного завода, лауреат Государственной премии СССР (1967).

## Биография
Окончил машиностроительный техникум (1925) и Уральский политехнический институт (1939).
Слесарь Березниковского содового завода (1921—1925), хронометражист, нормировщик, руководитель секции механических цехов (1925—1930), помощник начальника, начальник механического цеха Лысьвенского металлургического завода (1930—1937).
С 1937 по 1971 г. работал на Первоуральском новотрубном заводе: заведующий группой инструмента отдела главного механика, начальник ремонтно-механического цеха, заместитель главного механика, в 1958—1971 гг. — главный механик.
С 1971 г. на пенсии.
Лауреат Государственной премии СССР (1967) — за участие в строительстве и пуске высокопроизводительного трубопрокатного стана «30-102». Награждён орденами Ленина (1954), Трудового Красного Знамени (1950), «Знак Почёта» (1943, 1977), медалями.